# Родольфо Мартінес Мехія
Родольфо Мартінес Мехія (ісп. Rodolfo Martínez Mejía, нар. 20 березня 1946) — гондураський футбольний арбітр. Арбітр ФІФА у 1980-х роках.

## Кар'єра
Працював на таких великих змаганнях:
- Молодіжний чемпіонат світу 1987 (1 матч)
- Кубок Америки 1989 (2 гри)